# お嬢様はご機嫌ナナメ
『お嬢様はご機嫌ナナメ』（おじょうさまはごきげんナナメ）は、2013年5月24日にensembleより発売されたアダルトゲーム。2013年11月8日から12月13日まで「七波アフター」が配信された。
萌えゲーアワード2013にて純愛系作品賞・金賞を受賞した。

## 登場人物
桜咲 元（さくらざき はじめ）
主人公。
七枷 七波（ななめ ななみ）
声 - 桐谷華

雪小路 詩綾（ゆきのこうじ しあや）
声 - 奏雨

桜咲 花（さくらざき はな）
声 - 星咲イリア

響木 音羽（ひびき おとは）
声 - 青葉りんご

一峰 透夏（いちみね とうか）
声 - 有栖川みや美

生摩 英子（しょうま えいこ）
声 - かわしまりの

雪小路 詩音（ゆきのこうじ しおん）
声 - 萌花ちょこ

雪小路 達郎（ゆきのこうじ たつろう）
声 - 多富満

友禅寺 鶴美（ゆうぜんじ つるみ）
声 - 一色ヒカル

赤城 凉子（あかぎ りょうこ）
声 - みる

響木 厚人（ひびき あつと）
声 - 夕凪杏

響木 鮎佳（ひびき あゆか）
声 - 羽鳥いち

## スタッフ
- 原画 - 武藤此史
- SD原画 - 鳥取砂丘
- シナリオ - 籐太、保住圭
- 音楽 - ミリオンバンブー

## 主題歌
オープニングテーマ「ア・オ・ゾ・ラ☆ふぁいてぃんぐ」
作詞 - 咲宮アサミ / 作曲 - ロドリゲスのぶ / 歌 - 咲宮アサミ
エンディングテーマ「コイン」
作詞 - 秋元凛 / 作曲 - ロドリゲスのぶ / 歌 - 咲宮アサミ
挿入歌「shining star」
作詞 - 秋元凛 / 作曲 - ロドリゲスのぶ / 歌 - 響木音羽（青葉りんご）、一峰透夏（有栖川みや美）

## 反響

### 受賞
本作は萌えゲーアワード2013の純愛系作品賞・金賞を受賞した。
- 純愛系作品賞・金賞
  - デザインスタジオ威風堂の高木敬介は、セレブなヒロイン達との立場や生活、経済観念などにギャップを感じるとしたが、「自発的な主人公の性格が幸いし、問題に対して爽快的に立ち向かうので、物語に没頭しやすく、ストレートに楽しむ事が出来た」とし、設定が感情移入の支障にはならなかったと講評した。さらに「随所にバトル展開やラブコメ要素も多く用意されており、一つの雰囲気に流されず多様な展開を楽しむ事が出来たのもポイント」と評した[4]。

## ドラマCD
| # | 発売日        | 収録作品（表題作は太字）                                                                | 収録時間 | 規格品番  | 備考                 |
| - | ------------- | --------------------------------------------------------------------------------------- | -------- | --------- | -------------------- |
| 1 | 2013年8月10日 | 七波お嬢様が25分間ひたすら『まっじで!』と言ってるのを、ただただ聞かされるだけのドラマCD | 29:15    | Will-283D | コミックマーケット84 |
| 1 | 2013年8月10日 | 鶴美お嬢様、人気投票おめでとうボーナストラック                                          | 8:13     | Will-283D | コミックマーケット84 |

## 関連商品
- 詩綾お嬢様の早朝調教露出タペストリー